# Río Boopi
Río Boopi är ett vattendrag i Bolivia.   Det ligger i departementet La Paz, i den centrala delen av landet, 400 km nordväst om huvudstaden Sucre.
I omgivningarna runt Río Boopi växer i huvudsak städsegrön lövskog. Runt Río Boopi är det glesbefolkat, med 11 invånare per kvadratkilometer.